# Rockaue Open Air
Das Rockaue Open Air Festival ist ein Musikfestival, das 2015 erstmals in der Rheinaue in Bonn ausgetragen wurde.

## Geschichte
Die Geschichte das Musikfestivals geht in das Jahr 2014 zurück, als das Musikfestival als Ersatz für das inzwischen nicht mehr ausgetragene Rheinkultur angekündigt wurde. Das erste Rockaue Open Air Festival wurde am 11. Juli 2015 veranstaltet. Die ersten Headliner auf dem Festival, bei dem insgesamt 41 Bands auf drei Bühnen spielten, waren Schandmaul und Jennifer Rostock. Eine vierte Bühne ist für nationale Newcomer-Acts reserviert worden. Das Festival ist für 90.000 Besucher ausgelegt. Die Nachfrage nach Eintrittskarten war dermaßen groß, dass die Veranstalter 1000 Tickets nachdrucken lassen mussten.
Der Name des Festivals wurde von den Veranstaltern um Maria Hülsmann, Jürgen Harder, Daniel Ganser, Julian Reininger, Simon Reininger, Christopher Link, Jan Hoffmann und Sandro Heinemann gewählt, nachdem sich viele Fans der Rheinkultur für diesen Namen ausgesprochen hatten. Die Veranstalter zeigten sich teilweise in der Vergangenheit auch für die Organisation des Green Juice Festivals verantwortlich, haben den Popmotor-Contest ins Leben gerufen und sind bei der Agentur RheinEvents tätig.
Aufgrund der schlechten Besucherzahlen am 8. Juli 2017 stellten die Veranstalter beim Amtsgericht Bonn einen Insolvenz-Antrag. Das Insolvenzverfahren wurde offiziell am 6. September gleichen Jahres gestartet. Jürgen Harder, der unter anderem Rhein in Flammen und das Brückenforum organisiert, sagte, dass man keine Stellungnahme abgeben werde, bis das Insolvenzverfahren abgeschlossen ist. Laut Veranstalter wurden knapp 10.000 Besucher gezählt, während Beobachter und Polizei von knapp 5.000 Festivalbesuchern ausgingen.

## Bands
| Datum         | Künstler | Sonstiges | Besucher (täglich) | Preise                                 |
| ------------- | --- | --------- | ------------------ | -------------------------------------- |
| 11. Juli 2015 | Jennifer Rostock, Schandmaul, Felix Jaehn, Maxim, The Intersphere, Blackout Problems, Boppin’B, LebensWeGe, At the Farewell Party, La Confianza, Smashbrothers, The Fläsh, Freedom Call, Motorjesus, Gun Barrell, Eat the Gun, Aardvarks, We Are Wolf, Deserted, Calibre Infinite, Angels and Enemies, Betray Your Idols, New Day Dawn, Oliver Schories, Tube & Berger, Klangtherapeuten, Dayton, Leonard Bywa, Hidden Empire, Solowg |           | ca. 10.000         | 12,50 € (Vorverkauf) 15 € (Abendkasse) |
| 9. Juli 2016  | Culcha Candela, Eskimo Callboy, Re.You, OK Kid, Philipp Dittberner, Tonbandgerät, Kenay, Kelvin Jones, Killerpilze, Nisse, PBSL, Deez Nuts, Monuments, Heart of a Coward, I Scream for Ice Cream, FJØRT, Sleepers, Syranic, Breakdown at Tiffanys, Moritz Guhling, Tim Engelhardt, Leonard Bywa, Dayton, Sandro Golia, No Se Leon |           | ca. 17.000         | 14,90 €                                |
| 8. Juli 2017  | Callejon, Danko Jones, In Extremo, Any Given Day, Apron, ATLIN, ATOA, Blues Pills, Capitano, Dinosaur Pile-Up, Ego Decay, Heisskalt, Heldenviertel, Into This, Kyle Gass Band, Louder Than Wolves, Massendefekt, Neufundland, Radio Havanna, Rauputz, Samuel Breuer, Scherf & Band, Skinny Lister, Steorrah, Suburbian Rex, The Picturebooks, To the Rats and Wolves, Ultraschall, Vola                                               |           | ca. 5.–10.000      | 29,90 €                                |